# 984 a.C.
Il 984 a.C. (CMLXXXIV a.C. in numeri romani) è un anno  del X secolo a.C.

## Eventi
- Aakheperra-setepenra diventa faraone d'Egitto, succedendo a Amenemope.
- Mar-biti-apla-usur diventa re di Babilonia.

## Morti
- Amenemope, sovrano egizio